# (13213) Maclaurin
(13213) Maclaurin ist ein Asteroid des Hauptgürtels, der am 3. Mai 1997 vom belgischen Astronomen Eric Walter Elst am La-Silla-Observatorium (IAU-Code 809) der Europäischen Südsternwarte in Chile entdeckt wurde.
Der Asteroid wurde am 30. März 2010 nach dem britischen Mathematiker, Geodäten und Geophysiker Colin Maclaurin (1698–1746) benannt, der wichtige Beiträge zur theoretischen Geodäsie und Geophysik lieferte und der 1742 sein bedeutendstes Werk A treatise of fluxions, eine der ersten systematischen Darstellungen von Newtons Infinitesimalrechnung, verfasste.